# Arothron mappa
Arothron mappa är en fiskart som först beskrevs av René-Primevère Lesson 1831.  Arothron mappa ingår i släktet Arothron och familjen blåsfiskar. Inga underarter finns listade i Catalogue of Life.

## Bildgalleri

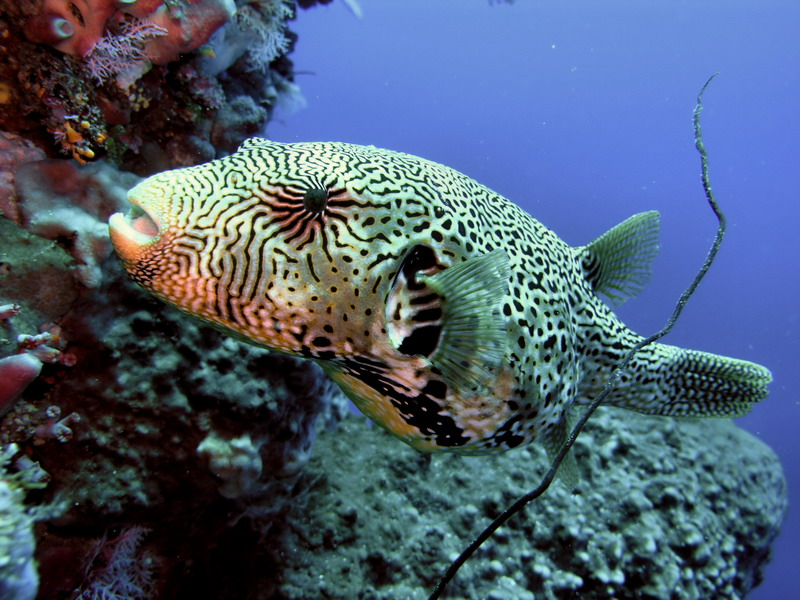